# Landtagswahl in Salzburg 1927
- SDAPDÖ: 9
- CS: 13
- GDVP: 3
- LB: 1

Die Landtagswahl in Salzburg 1927 wurde am 3. April 1927 durchgeführt und war die dritte Landtagswahl im Bundesland Salzburg nach dem Ersten Weltkrieg. Der Landtag wurde von 28 auf 26 Sitze verkleinert. Im Vergleich zur Landtagswahl 1922 stieg die Wahlbeteiligung stark. 
Das Parteienbündnis Christlichnationale Wahlgemeinschaft (CNW) aus der Christlichsozialen Partei (CSP), der Deutschen Nationalsozialistischen Arbeiterpartei (DNSAP) und dem Freiheitlichen Salzburger Bauernbund trat nicht wieder gemeinsam an. Die Christlichsoziale Partei (CS) erreichte mit 48,02 % und 13 Sitzen die Hälfte der Mandate. Zweitstärkste Kraft wurde wieder die 
Sozialdemokratische Arbeiterpartei Deutschösterreichs (SDAPDÖ) mit 32,07 % und 9 Sitzen. Sie hatte leichte Verluste und verlor einen Sitz. Die Großdeutsche Volkspartei (GDVP) trat gemeinsam mit den Nationalsozialisten an und konnte ihren Stimmenanteil leicht auf 11,54 % und 3 Mandate steigern. Erstmals trat der Landbund an. Mit 7,03 % erreichte er einen Sitz. Der Wirtschaftsständebund erreichte mit 1,34 % der Stimmen kein Mandat. 
Der neue Landtag wählte wieder Franz Rehrl (CS) zum Landeshauptmann. 

## Ergebnisse
|                                                                | Ergebnisse 1927 | Ergebnisse 1927 | Ergebnisse 1927 | Ergebnisse 1922  | Ergebnisse 1922  | Ergebnisse 1922  | Differenzen | Differenzen | Differenzen |
| -------------------------------------------------------------- | --------------- | --------------- | --------------- | ---------------- | ---------------- | ---------------- | ----------- | ----------- | ----------- |
|                                                                | Stimmen         | %               | Mand.           | Stimmen          | %                | Mand.            | Stimmen     | Mand.       |             |
| Gültig                                                         | 113.832         |                 |                 | 95.825           |                  |                  | + 18.007    |             |             |
| Wahlbeteiligung                                                | ca. 85 %        |                 |                 |                  |                  |                  |             |             |             |
| Partei                                                         |                 |                 |                 |                  |                  |                  |             |             |             |
| Christlichsoziale Partei (CS)1                                 | 54.661          | 48,02 %         | 13              | 54.895           | 56,27 %          | 16               | - 234       | − 3         |             |
| Sozialdemokratische Arbeiterpartei Deutschösterreichs (SDAPDÖ) | 36.506          | 32,07 %         | 9               | 33.082           | 34,52 %          | 10               | + 3.424     | − 1         |             |
| Großdeutsche Volkspartei (GDVP)2                               | 13.140          | 11,54 %         | 3               | 8.818            | 9,20 %           | 2                | + 4.322     | + 1         |             |
| Landbund (LB)                                                  | 8.004           | 7,03 %          | 1               | nicht kandidiert | nicht kandidiert | nicht kandidiert | + 8.004     | + 1         |             |
| Wirtschaftsständebund                                          | 1.521           | 1,34 %          | –               | nicht kandidiert | nicht kandidiert | nicht kandidiert | + 1.521     | ± 0         |             |
| Gesamt                                                         | 113.832         | 100,00 %        | 26              | 95.825           | 100,00 %         | 28               | + 18.007    | − 2         |             |

1) Vergleichszahlen von 1922: Zahlen der Christlichnationale Wahlgemeinschaft (CNW) aus Christlichsozialer Partei (CSP), der Deutschen Nationalsozialistischen Arbeiterpartei (DNSAP) und dem Freiheitlichen Salzburger Bauernbund.

2) gemeinsam mit den Nationalsozialisten.